# Enskede gård (gods)

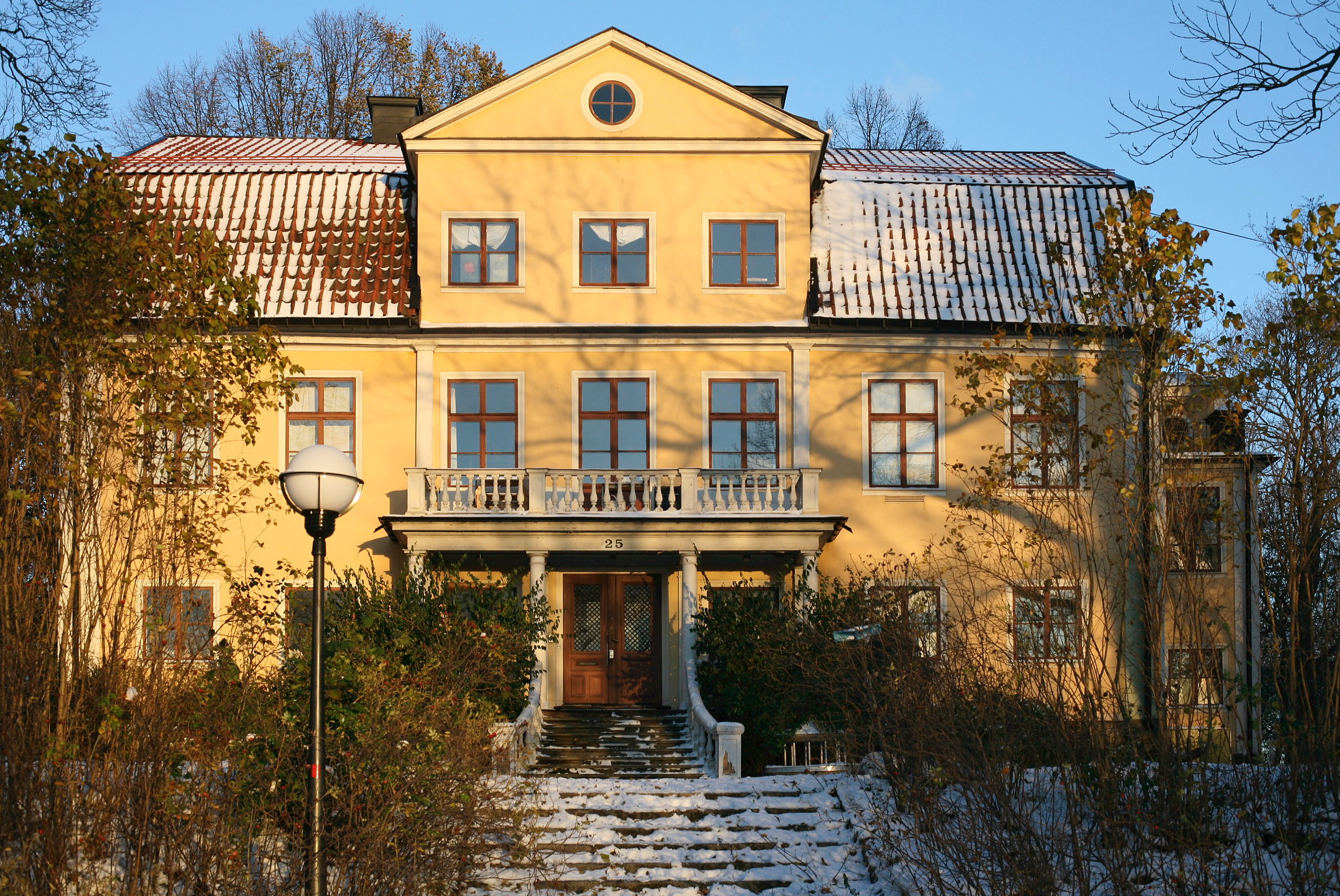
Enskede gårds huvudbyggnad, 2006.

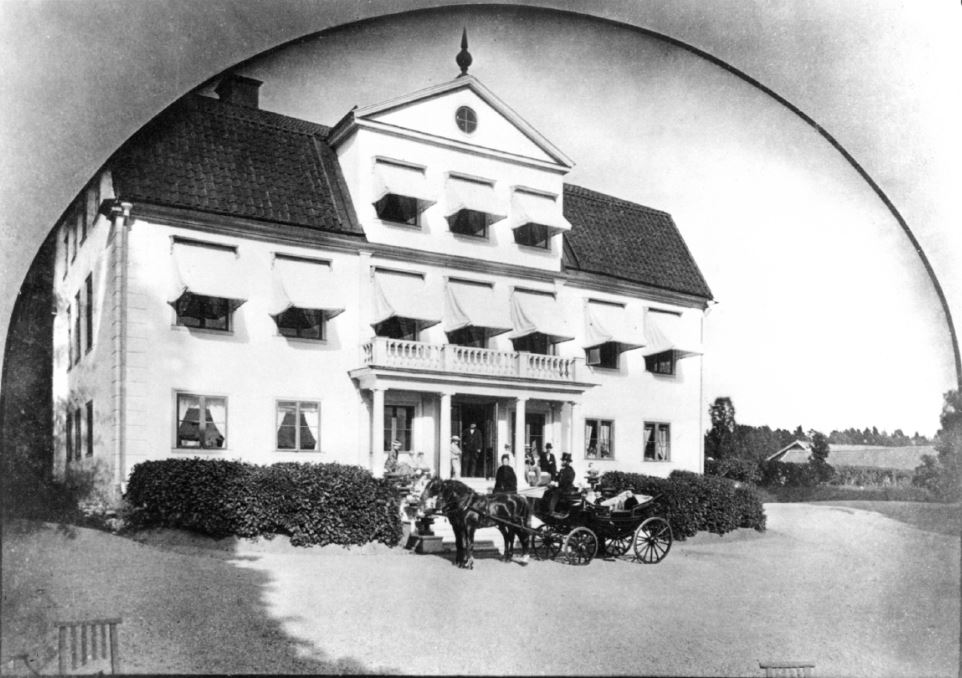
Enskede gårds huvudbyggnad, 1934.

Enskede gård är ett tidigare gods i Söderort i Brännkyrka socken i Stockholms kommun. Gården omtalades första gången 1397. Nuvarande huvudbyggnad stod färdig 1807. Under Axel Odelbergs tid på 1800-talets mitt, utvecklades gården till ett mönsterjordbruk och ett av Sveriges mest inkomstbringande storgods. Enskede gårds vidsträckta ägor förvärvades 1904 av Stockholms stad och var då stadens första och största markförvärv utanför tullarna. 
På Enskede gårds gamla ägor anlades både Stockholms första trädgårdsstad, Södra begravningsplatsen och Stockholms stads slakthus. Gården gav även stadsdelen Enskede gård sitt namn. Huvudbyggnaden är ett fornminne med RAÄ-nummer Brännkyrka 72:1. Huvudbyggnaden och "Fyrkanten" ägs och förvaltas av AB Stadsholmen och är blåmärkta av Stadsmuseet i Stockholm vilket innebär "att bebyggelsen bedöms ha synnerligen höga kulturhistoriska värden".

## Historik

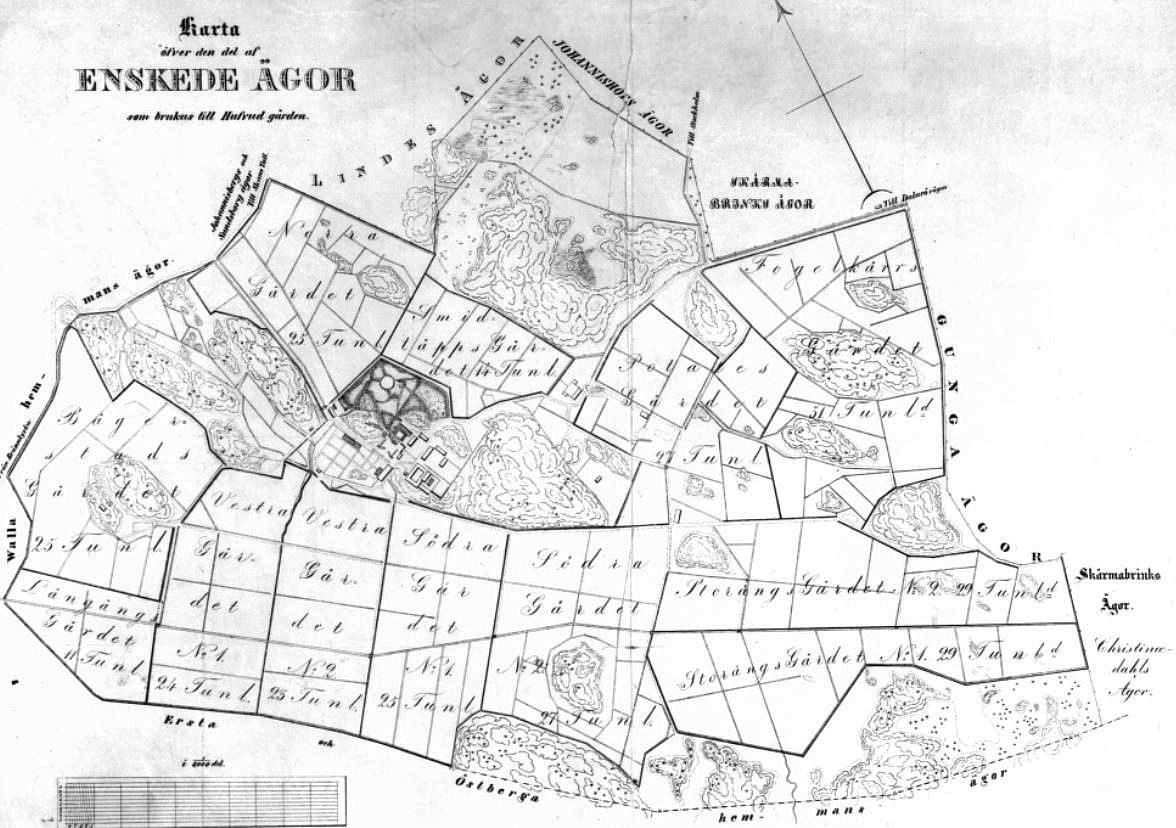
Ägor under huvudgården, 1843

Enskede gårds tidigare namn var Enskjed eller Enskied och Änskeda. Enskede har sitt ursprung i den gård, som omtalas första gången 1397 då Rutger Crouwel köpte 1-öresland jord i Enskiæ. 1409 omtalas en Ragvald i Ændskidom som en av bönderna vid ett räfteting i Strängnäs med allmogen i Övre Tör. 1539–1573 omfattade Enskede en gård och ett dagsverkstorp.  År 1612 erhöll rusthållaren Sylvestre Sylvestersson av Gustav II Adolf privilegiebrev tack vare tjänster han gjort Sveriges krona, vari omnämndes att han "kvitt och fritt för alla vissa och ovissa utlagor mjuta och behålla sitt eget" vid Stockholm belägna skattehemman Enskedt i sin och sin hustrus livstid.
Under tidigt 1700-tal slogs de tre gårdsbildningar Lilla Enskede, Stora Enskede och Bägersta gård ihop till en gård som fick namnet Enskede. Ägare var då riksrådet Gustaf Palmfelt. Han utförde många förbättringar på byggnader och odlingar samt lät kartlägga hela egendomen. År 1729 omtalas Enskede som säteri. 1756 avsöndrades Sundsta gård från Enskede gård och utvecklades till ett herrgårdsliknande sommarställe vid Årstaviken.  
Efter att ha haft många ägare förvärvades gården år 1781 av släktet Odelberg, vars förste ägare var Herman Odelberg, assessor i bergskollegium. Sonsonen Axel Odelberg utvecklade gården, lät bygga nytt och införde nya odlingsmetoder med bland annat växelbruk. Vid 1800-talets mitt var gården ett mönsterjordbruk, ett av Sveriges mest inkomstbringande och en av traktens största arbetsplatser. Släkten Odelbergs namn lever kvar i närbelägna Odelbergsvägen.

## Gårdens ägor

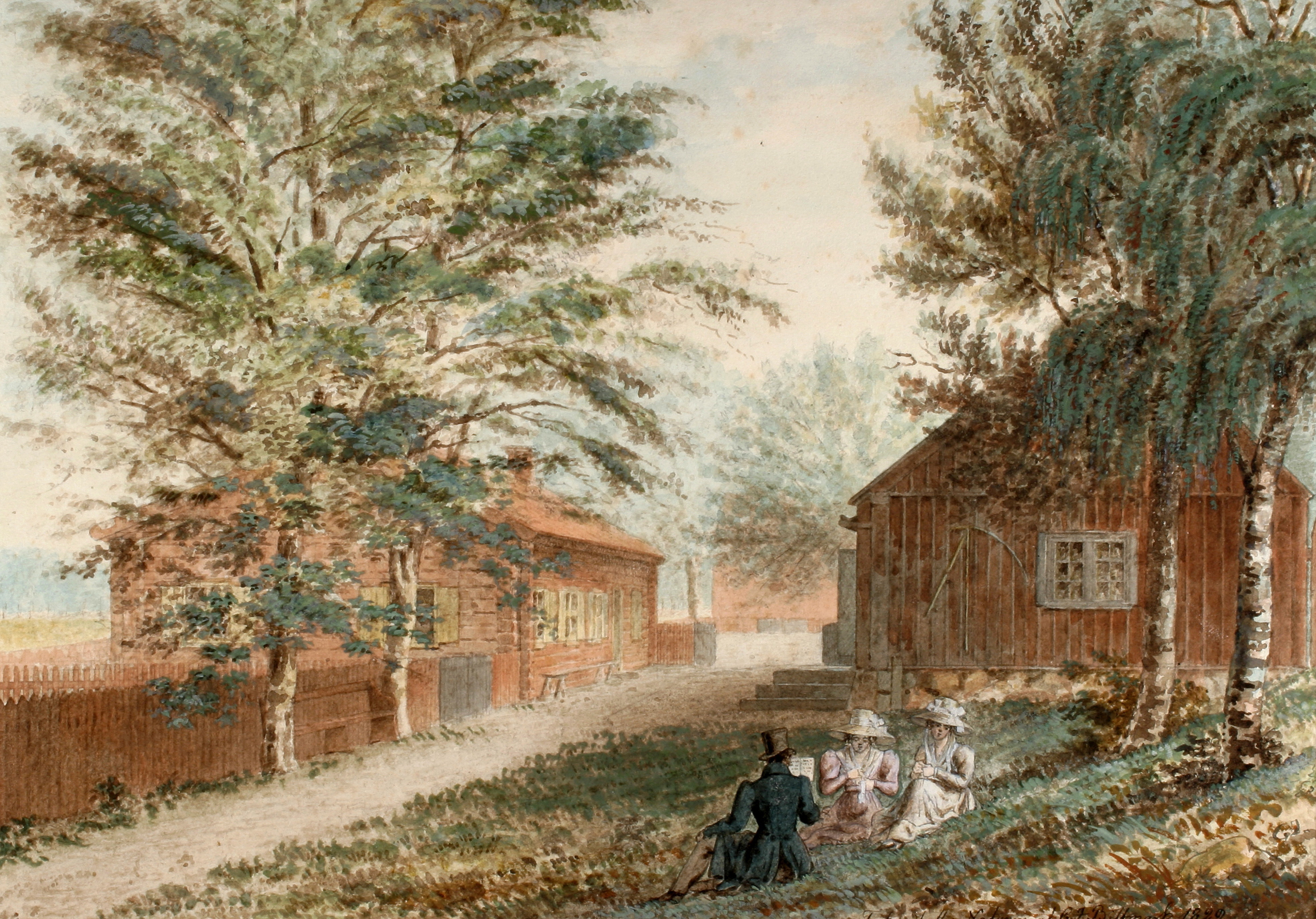
Grupp i det gröna. Akvarell av Carl Johan Billmark 1829. Konstnären samt mamsellerna Fredrika Wilhelmina Lindroth och Anna Maria Höglund vid torpet Glädjen utanför Skanstull juni 1829.

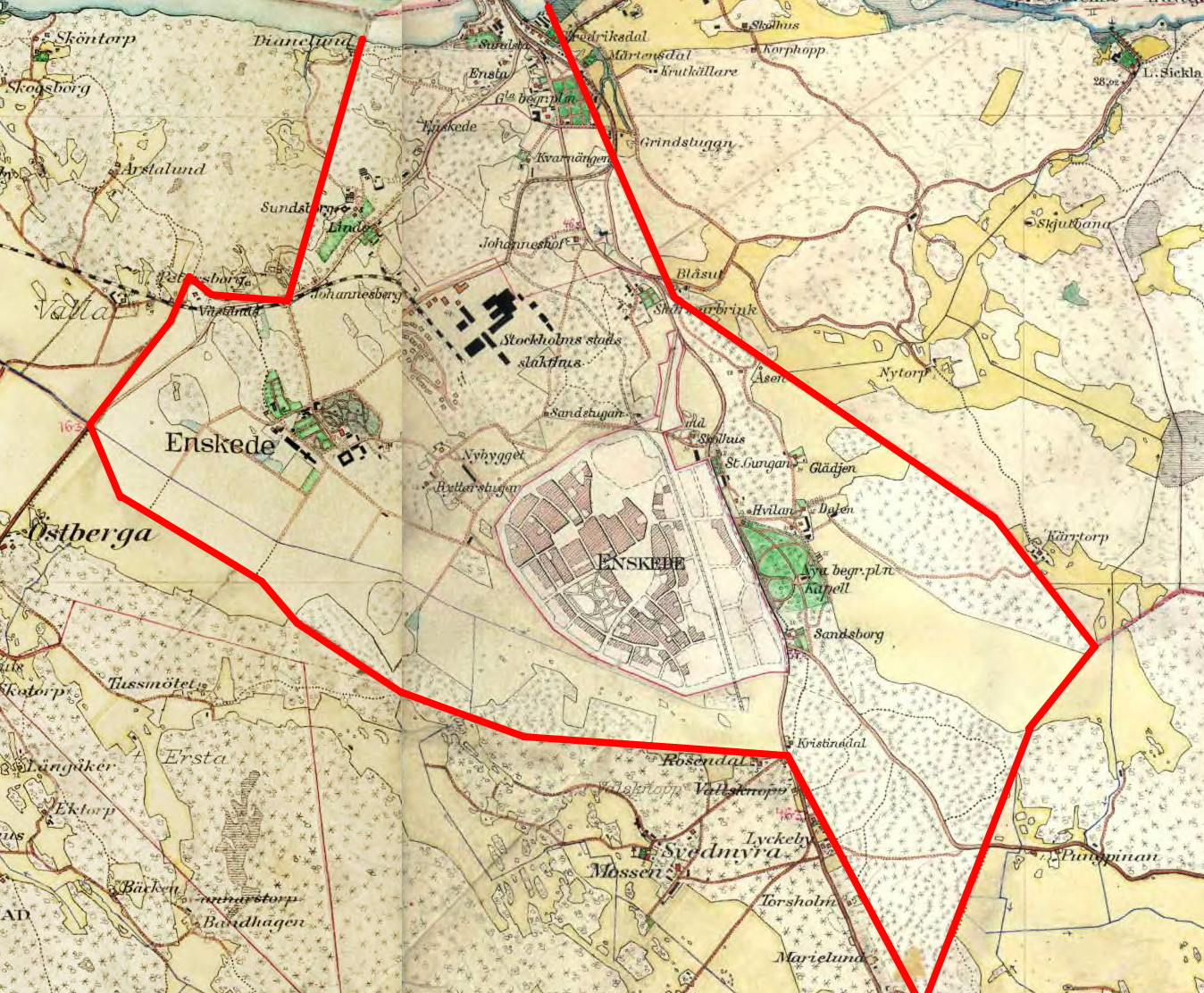
Gårdens samtliga ägor före 1850 inlagd på häradskartan från 1901-1906, trädgårdsstaden Enskede (i mitten) är redan redovisad på kartan.

Under Axel Odelbergs tid som ägare till Enskede gård (1827-1884) beskrev han själv i "Landtbruket vid Enskede"  sitt mönsterjordbruk som omfattade totalt 1200 tunnland, vilket motsvarar ungefär 600 hektar. Av gårdens 1200 tunnland utgjorde något över hälften ”utmark”, alltså beteshagar, skog, berg och en sandås. 600 tunnland var jordbruksmark och därav utarrenderades 300 tunnland till 18 under huvudgården lydande mindre gårdar och lägenheter, resten brukades av huvudgården. Mellan 1827 och 1848 ökade antalet anställda på gården från 27 till 81 personer. Det fanns bland annat omkring 80 mjölkkor, tobaksodling, brännvinsbränneri och stärkelsefabrik, som samtliga var viktiga för gårdens inkomst.
Ägorna sträckte sig ungefär från Huddingevägen i väst till Gamla Tyresövägen samt Kärrtorp i öst och från Skanstull inklusive Skansbacken i norr till Svedmyraskogens norra del och Östbergatrakten i syd samt en kil ner till området där Skogskyrkogården slutar idag. Vid 1850-talets mitt såldes Johanneshovs gård till staten och skulle ge plats åt försvarsanläggningen Johanneshovs skans, som dock aldrig fullbordades.
Linde gård (riven på 1950-talet) längst i väst låg under Enskede och existerade från 1762 i södra delen av nuvarande Grynkvarnsparken. Vid ägogränsen i öst fanns Blåsut, som inte hörde till Enskede utan till Hammarby gård och inte heller Kärrtorp låg under Enskede. Pungpinetorpet hörde till Skarpnäcks gård. Däremot var Dalen, Stora Gungan och Sandsborg arrendegårdar under Enskede gård. Mindre ställen som Åsen, Glädjen, Kristinedal och Rosendal var lägenheter. Flera av dessa gårdar och torp har sedermera gett namn till stadsdelar, bostadsområden, gator och tunnelbanestationer i södra Stockholm.  Torpet Glädjen utanför Skanstull "låg i det område som senare blev Dalens koloniområde, utmed gamla Tyresövägen, öster om grusåsen vid nuvarande Dalens allé. Huset, som låg under Enskede Gård från och med 1753, revs 1962", enligt Stockholms stadsmuseum.

## Gårdens byggnader och parken

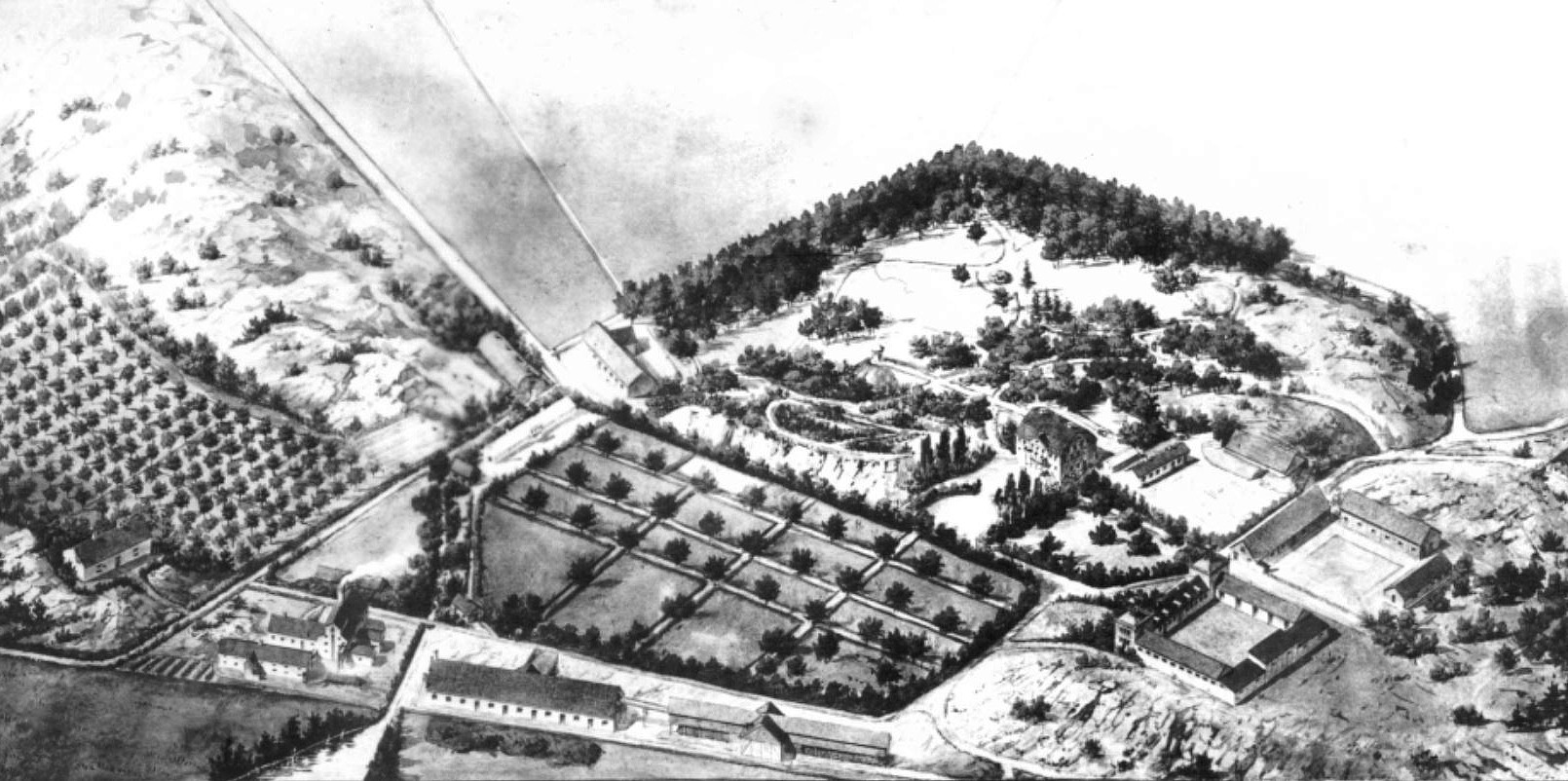
Gravyr över Enskede gård från 1870-talet.

År 1807 ersattes säteriets manbyggnad av nuvarande huvudbyggnad, vars inredning stod klar 1809. Huset ritades av murmästare G.M. Kolmodin och är ett reveterat trähus i två våningar med vindsvåning under ett brutet sadeltak. Husets längd motsvarar sju fönsteraxlar, långsidorna accentuerades av en mittrisalit som kröns av en tympanon. Mot sydost märks en kort poche, på dess tak står ett litet tempelliknande klocktorn. Huvudentrén ramas in av en balkong som bärs upp av fyra kolonner. Mot parksidan fanns ursprungligen ett liknande arrangemang med veranda, balkong och fyra kolonner.
Det stora spannmålsmagasinet med sina hörntorn och toureller, kallat ”Fyrkanten”, började byggas redan 1838 strax sydost om huvudbyggnaden. Då uppfördes den norra längan och de båda tornen där det västra pryds av stora fönsterattrapper, medan det östra har riktiga fönster. Norra längan var redskapslider och tornen fungerade som spannmålsmagasin. Gården kringbyggdes helt 1850 och innehöll då även gårdskontoret. Intill ”Fyrkanten” låg oxhus och stall som brann ner 1960. 
På 1840-talet anlades även en engelsk park norr och öster om huvudbyggnaden. Eftersom själva ytan på parken ofta inte var så stor som sina engelska förebilder kallades denna parkstil i Sverige för tysk stil. Den utformades som en ”ordnad vildmark” med slingrande stigar, en stenskodd damm och ett åttkantigt, grönmålat lusthus, ritat av arkitekt Johan Fredrik Åbom. År 1850 placerades ett växthus nära huvudbyggnaden. Meningen var att "mitt i vintern underlätta för besök för herrskapet". Växthuset fungerade som vinterträdgård och orangeri men även för odling av växter i fri jord. 1866 tillkom ytterligare ett växthus samt två vinhus där man odlade vindruvor och persikor.
Den gråstensmurade ladugården vid Sockenvägen byggdes 1868 och blev efter 1960 häststall och plats för Enskede ridskola. Förutom lantbruket fanns även brännvinsbränneri och en stärkelsefabrik. Gårdens trädgård låg väster om den lindallé som fortfarande leder upp till gårdsplanen. För gårdens många barn ordnades även en skola, ursprungligen byggd 1815 som bostad för befallningsmannen vid Enskede gård och innehöll tre rum och kök. Troligen byggdes huset till på 1860-talet med en skolsal för 40 barn och lärarbostad. Byggnaden finns fortfarande bevarad i hörnet Odelbergsvägen/Godsägarvägen, men är idag privatbostad. Den äldsta bevarade byggnaden är en röd liten stuga från 1700-talet som var trädgårdsmästarens bostad och statarebostad. Den ligger vid koloniträdgårdens sydvästra hörn.

### Historiska bilder, gårdens byggnader

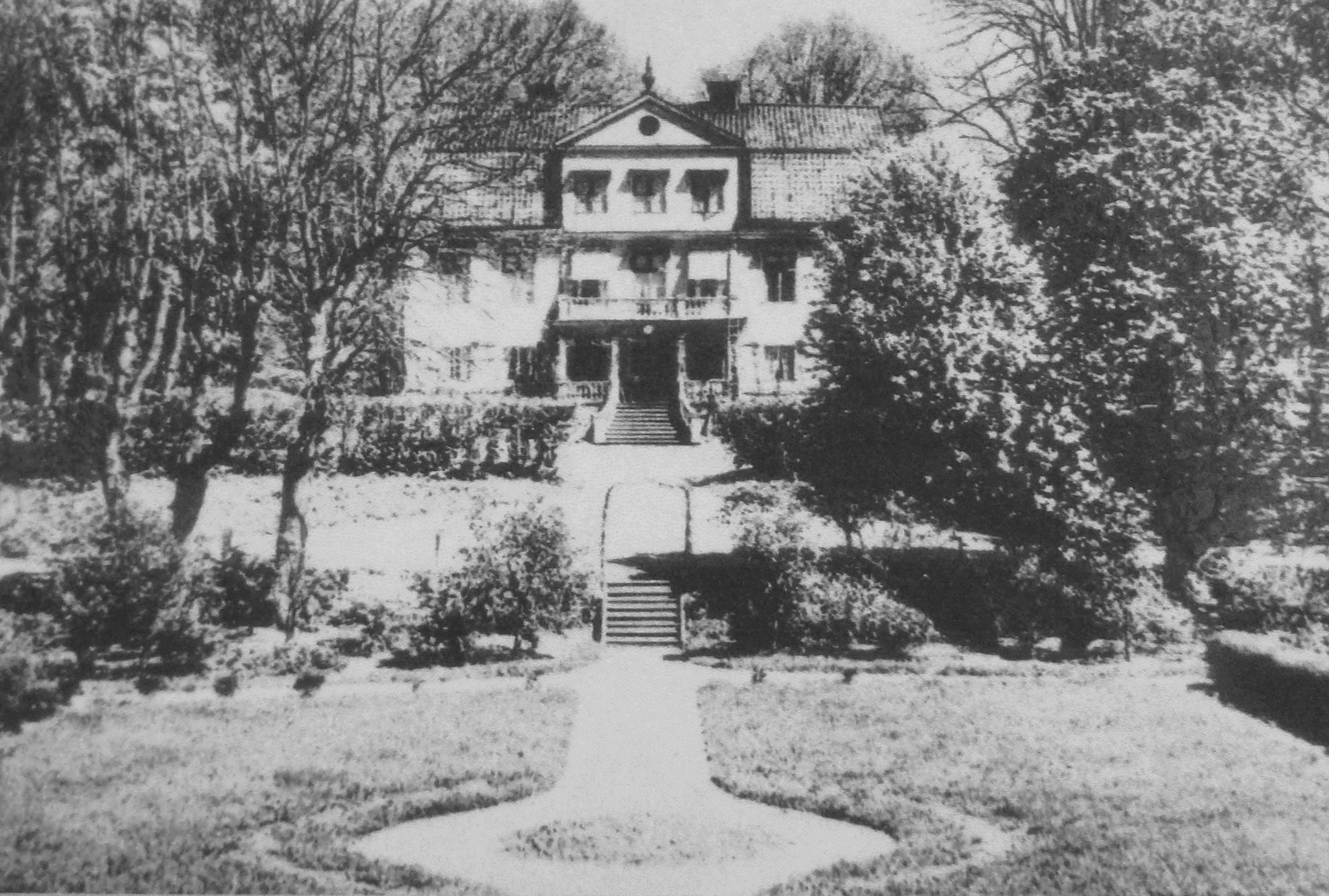
Huvudbyggnaden omkring 1900.
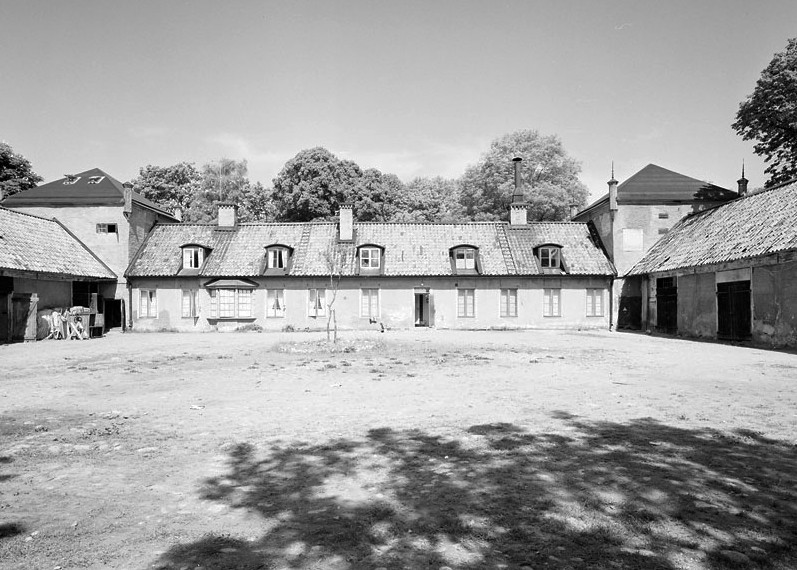
Fyrkantens innergård 1960.
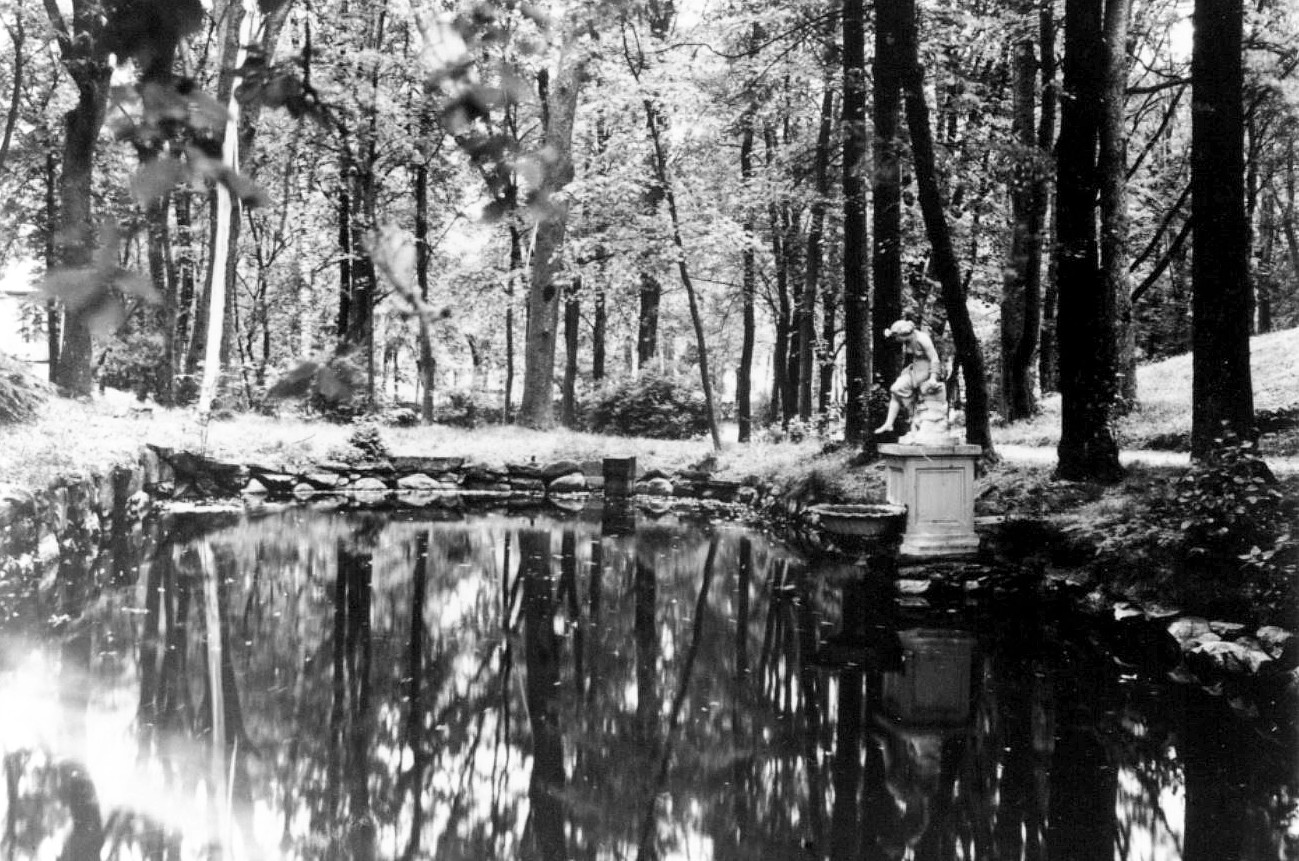
Dammen, väster om huvudbyggnaden 1926.
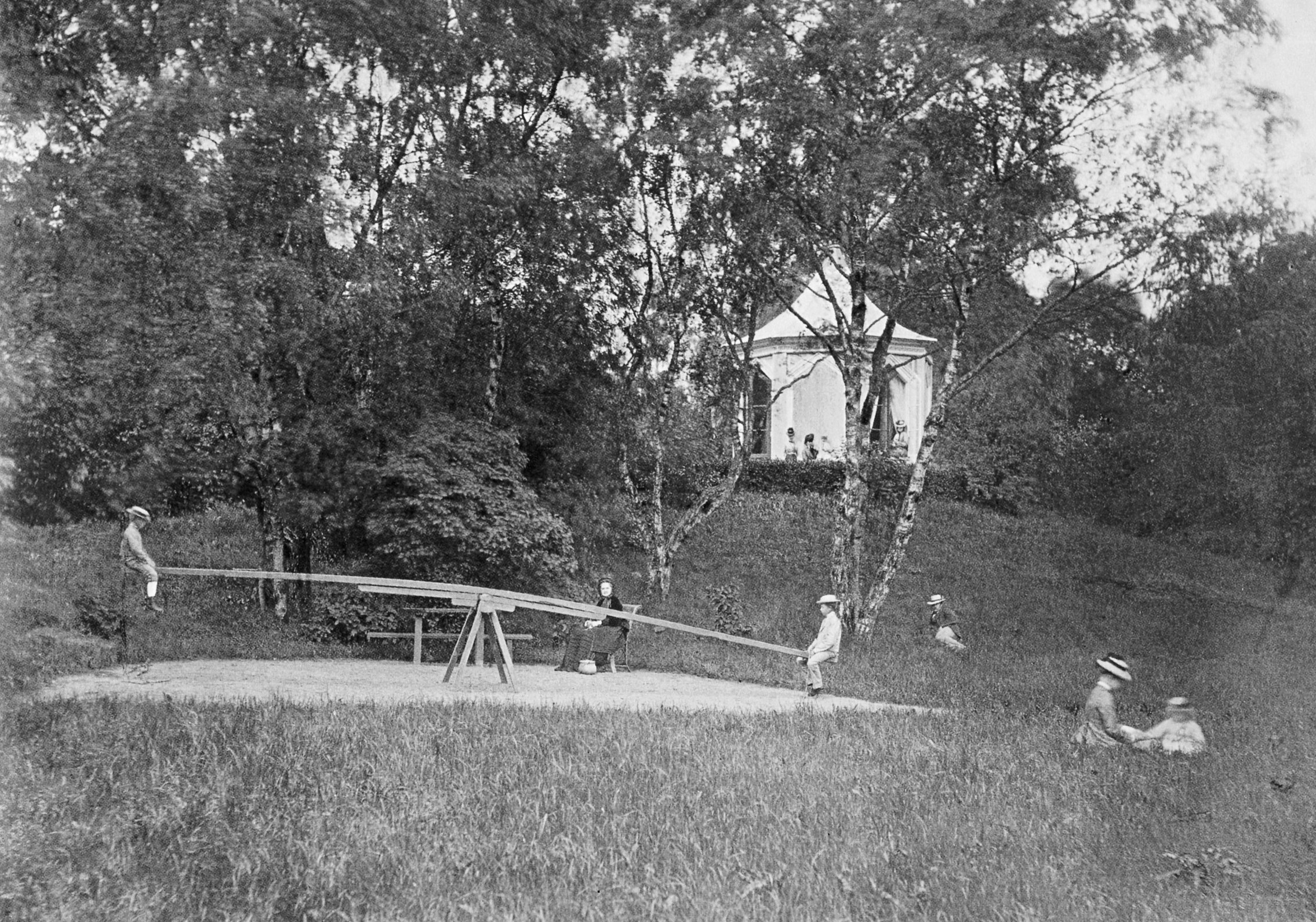
Parken och lusthuset 1880.

## Ägarelängd (ej komplett)

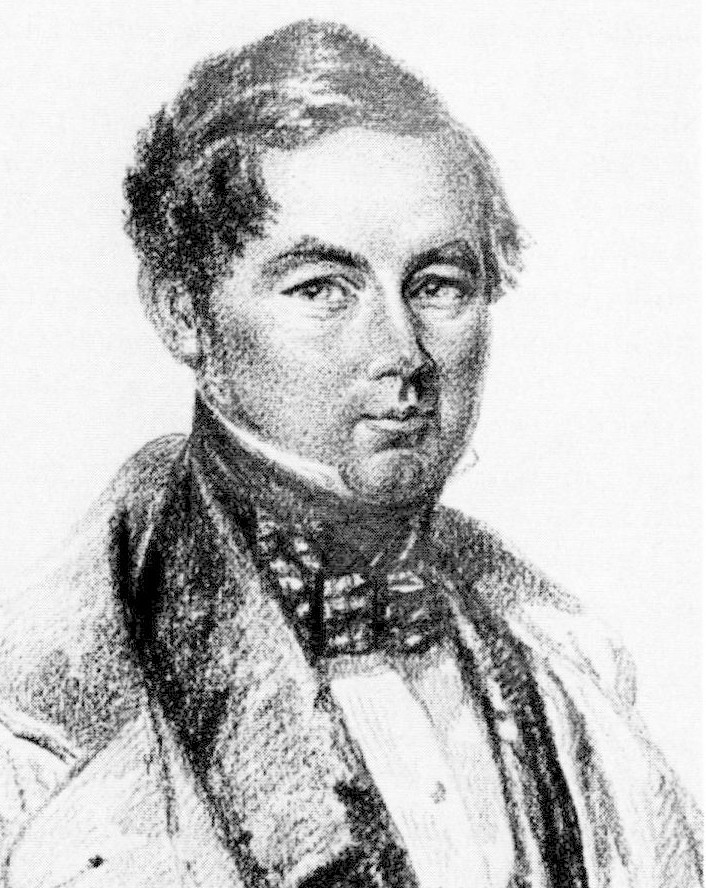
Axel Odelberg betydde mest för Enskede gård.

- 1545 Staffan Sasse (Lilla Enskede)
- 1557 Peder
- 1572 Olof Nilsson
- 1592 Carin Olofsdotter
- 1611 Sylvester Sylvestersson, rusthållare (Stora och Lilla Enskede)
- 1728 Gustaf Palmfelt, riksråd, 1733 landshövding i Stockholm
- 1758 Birger Fougel (eller Vogel), åldermannen i Stockholms Bryggareämbete
- 1778 Anders Österberg, fabrikör
- 1781 Herman Odelberg, assessor
- 1802 Axel Odelberg (1781-1805), kamrer
- 1805 Axel Odelberg, övertog gården 1827, innan dess förmyndare och styvfar Ehrenhoff 1807-1826
- 1884 Theodor Odelberg, riksdagsman, jordbruksminister, landshövding i Gävle
- 1904 Stockholms stad

## Egendomen säljs till Stockholms stad
Theodor Odelberg, Axel Odelbergs son, övertog gården 1884 och sålde egendomen 1904 till Stockholms stad. Istället för att bruka marken blev det i slutet av 1800-talet allt lönsammare att sälja stora landområden för exploatering. Samtidigt rådde svår bostadsbrist i Stockholm. Trots att en byggnadsstadga och en byggnadsordning hade tillkommit för att förbättra bostadsvillkoren, ledde den stora befolkningstillväxten till ökad bostadsmisär. Initiativet till köpet av Enskedes ägor kom från stadsingenjören Herman Ygberg, som sökte byggland för Stockholm. Gården omfattade då 606 hektar mark och köpeskillingen blev två miljoner kronor kontant på tillträdesdagen, en betydande summa för staden. Enskede gård var Stockholms första och största markförvärv utanför tullarna och banade väg för planeringen av stadens framtida utökning söderut. Axel Dahlberg (fastighetsdirektör i Stockholm under åren 1933 till 1945) betecknade dagen för köpet av Enskede som födelsedatum för Stockholms stads trädgårdsstäder.

### Nutida bilder, gårdens huvudbyggnad

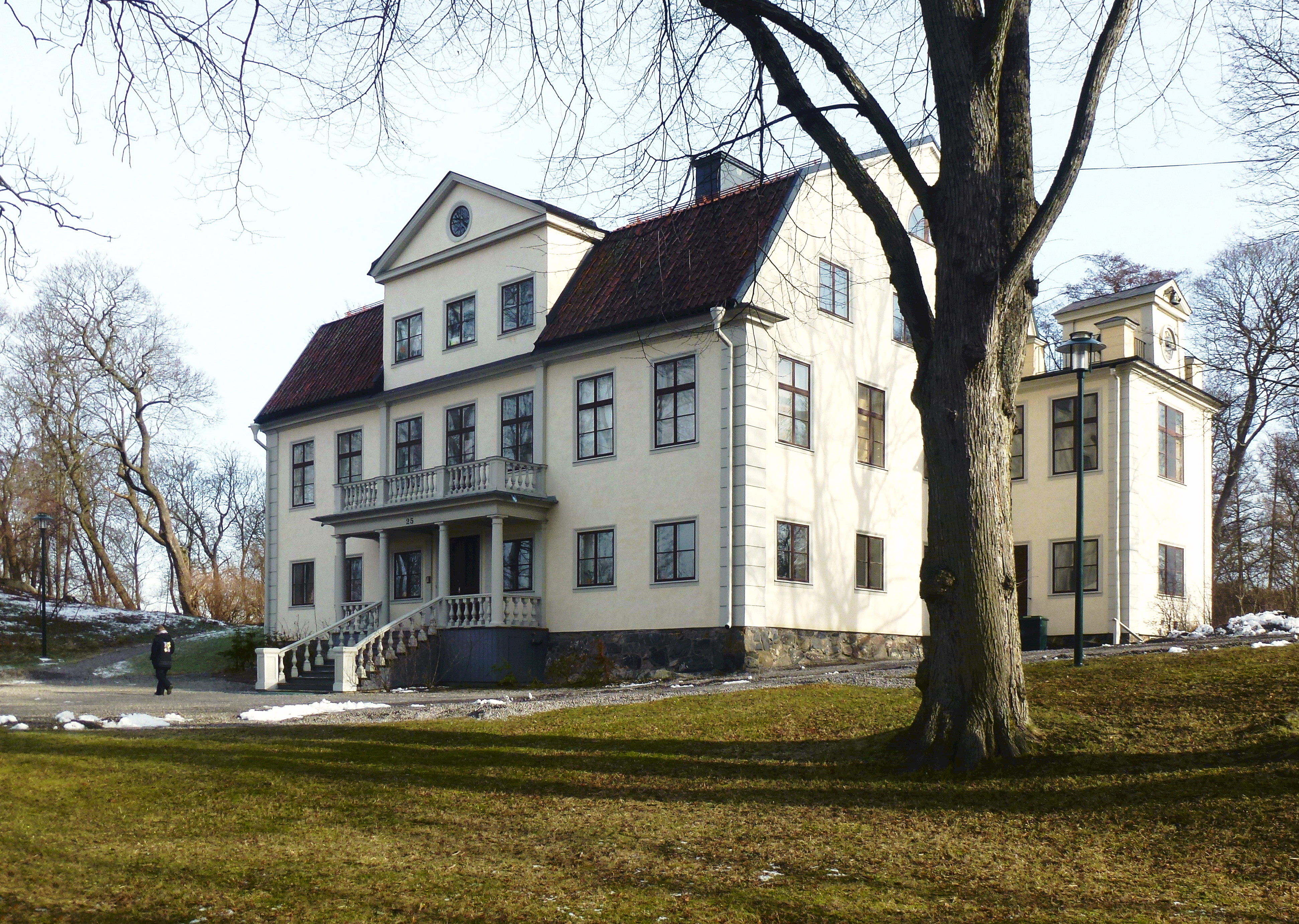
Fasad mot sydväst
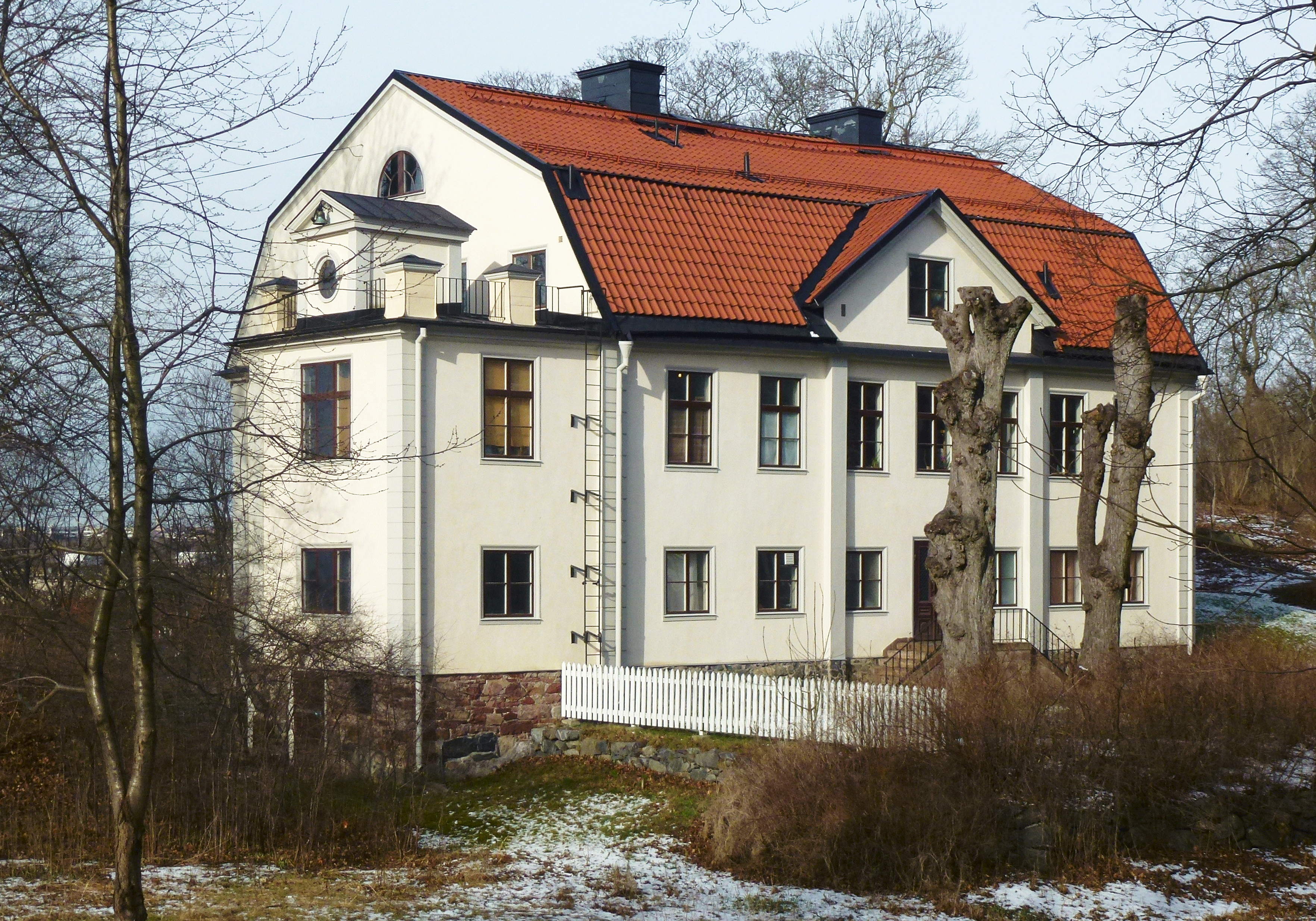
Fasad mot ost
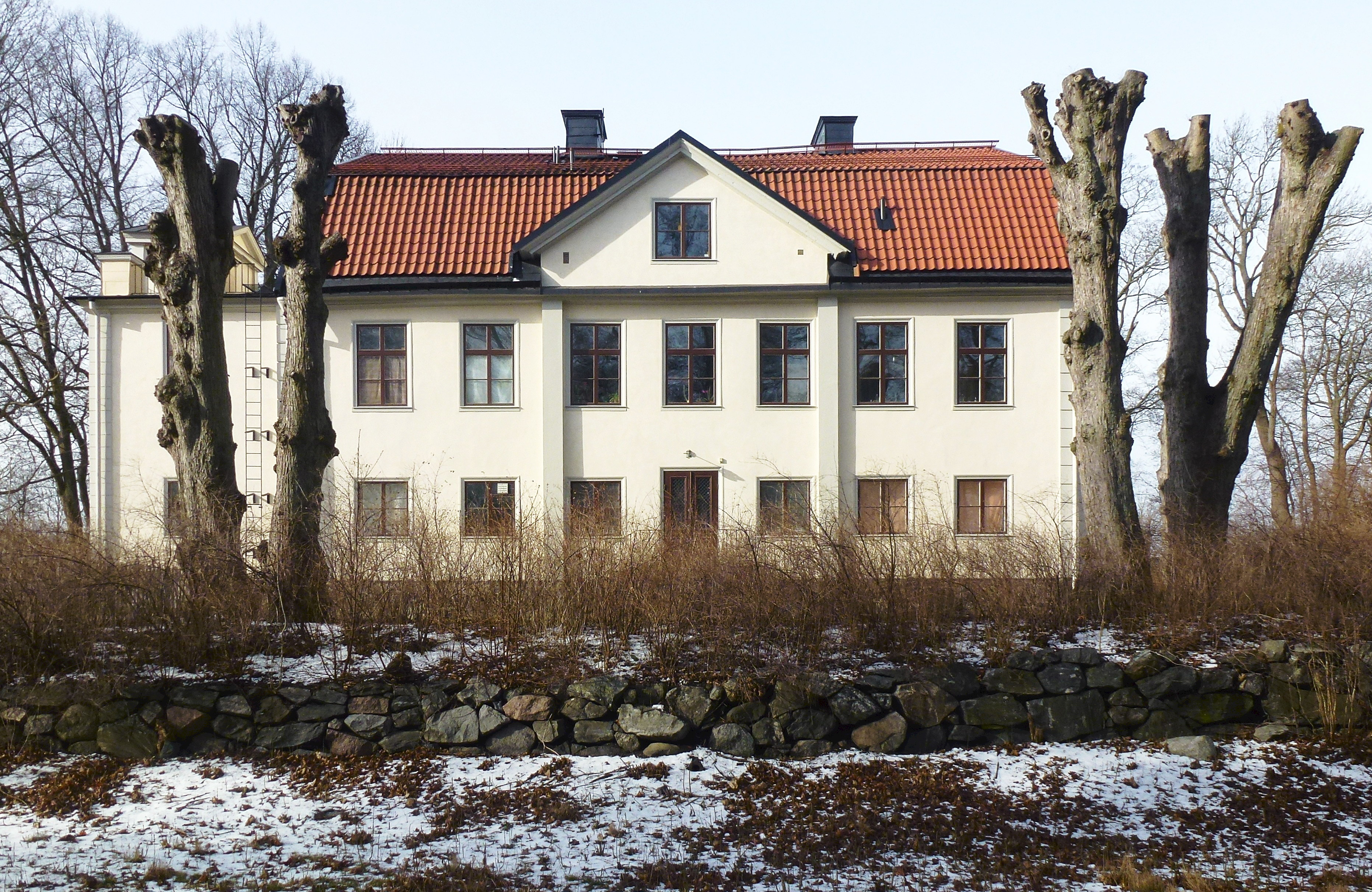
Fasad mot nordost
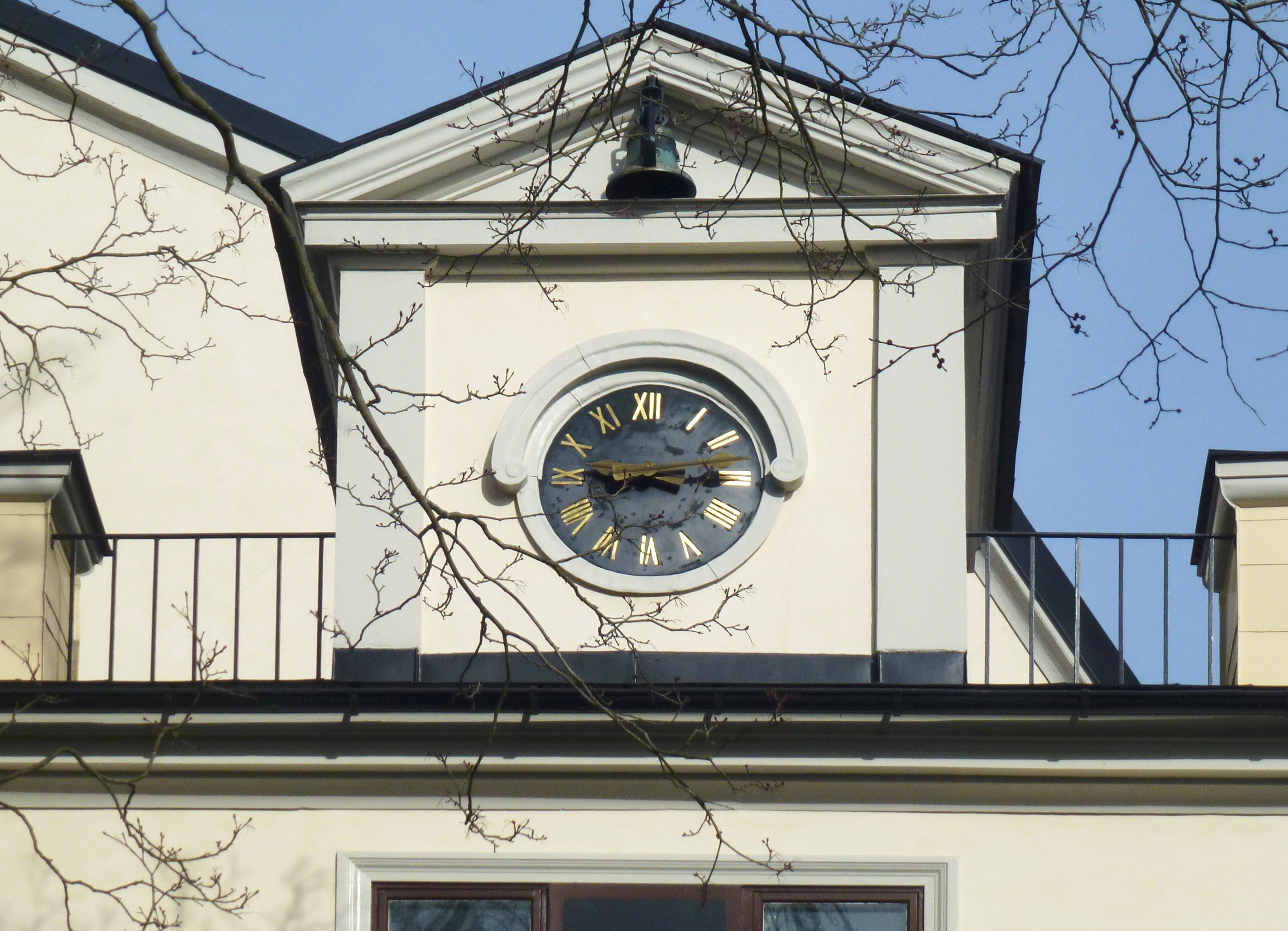
Klocktornet

### Nutida bilder, gårdens övriga byggnader

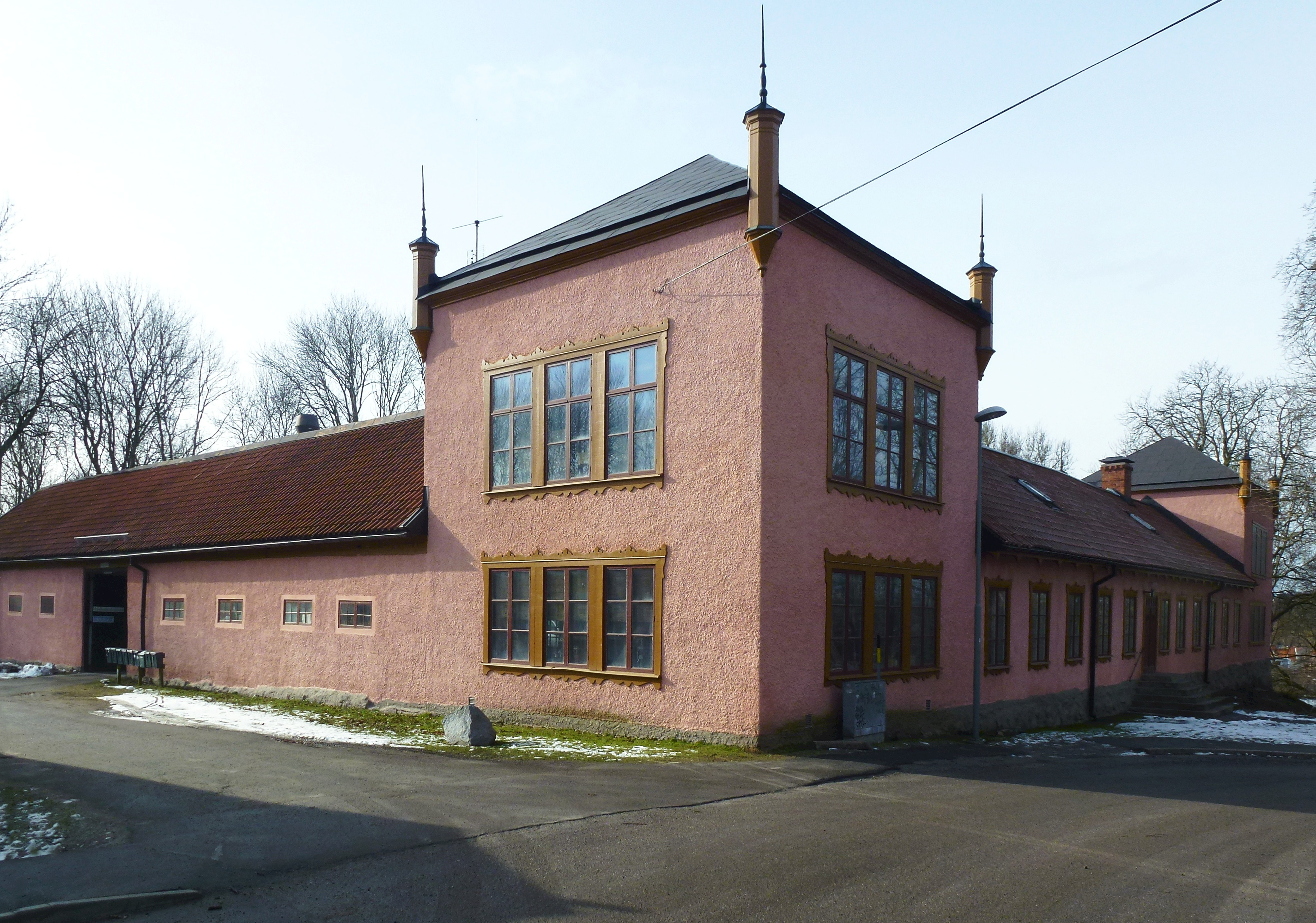
Fyrkantens hörntorn mot norr.
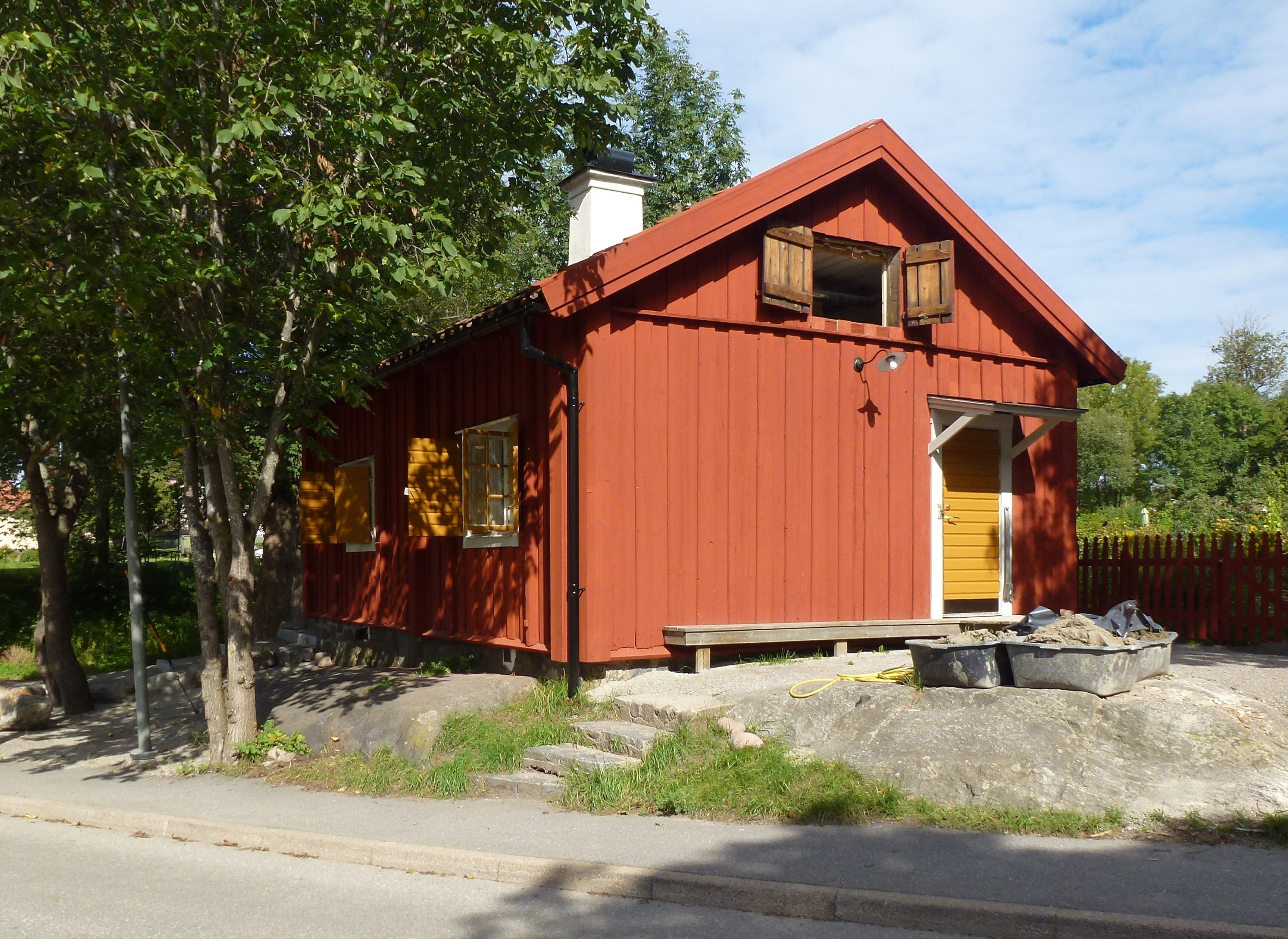
Trädgårdsmästarens bostad.
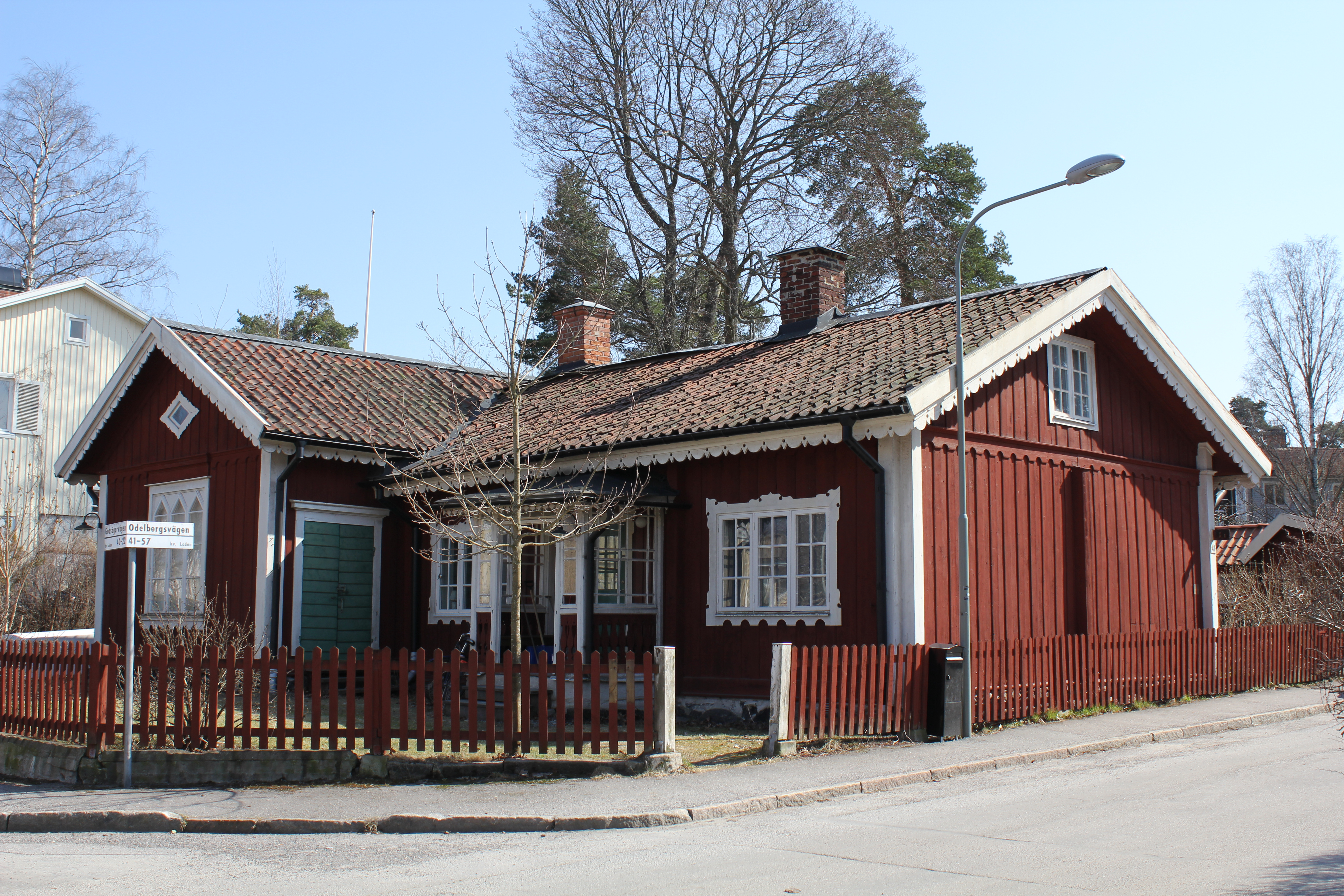
Enskede gårds gamla skola.
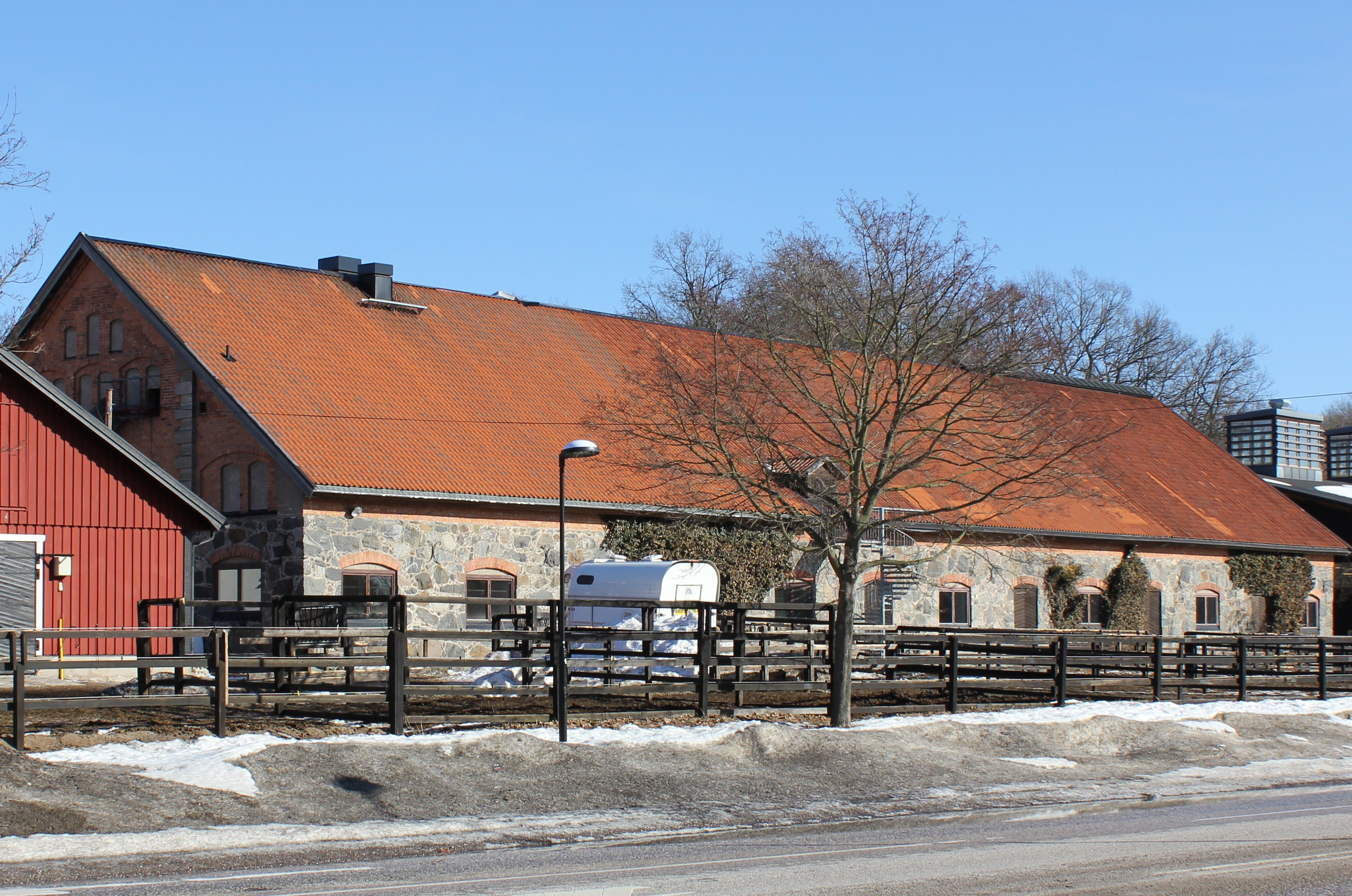
Gråstensladan, numera Enskede ridanläggning.

## Gårdens vidare öden
Theodor Odelberg bodde kvar i mangården till sin död 1938. Under andra världskriget rekvirerades Enskede av militären, vilket resulterade i slitage, förfall och vanvård. Efter 1945 stod huvudbyggnaden tom, men restaurerades 1956. I mangårdsbyggnaden finns idag konstnärsateljéer. Gårdens gamla prydnadsträdgård blev ”Enskede Gårds Koloniträdgårdar”.  Engelska parkens rester gjordes tillgänglig för allmänheten och heter idag Enskedeparken.
Fyrkanten innehåller i dag bostäder och möbelverkstad. På platsen för det nedbrunna oxhuset står idag en förskola. Gårdsallén med sina gamla lindar som ledde upp till huvudbyggnaden är fortfarande bevarad och har kompletterats med nya träd. Det gamla stenstallet (Enskede ridanläggning) vid Sockenvägen rustades upp och utökades med ett nytt ridstall för 10 miljoner kronor. Fem av gårdens byggnader (huvudbyggnaden, trädgårdsstugan, fyrkanten, gamla skolan och stenladugården) har blåmärkts av Stockholms stadsmuseum, vilket betyder att deras kulturhistoriska värde motsvarar fordringarna för byggnadsminnen i kulturmiljölagen. Anläggningen ägs och förvaltas av AB Stadsholmen.

### Nutida bilder, omgivningen

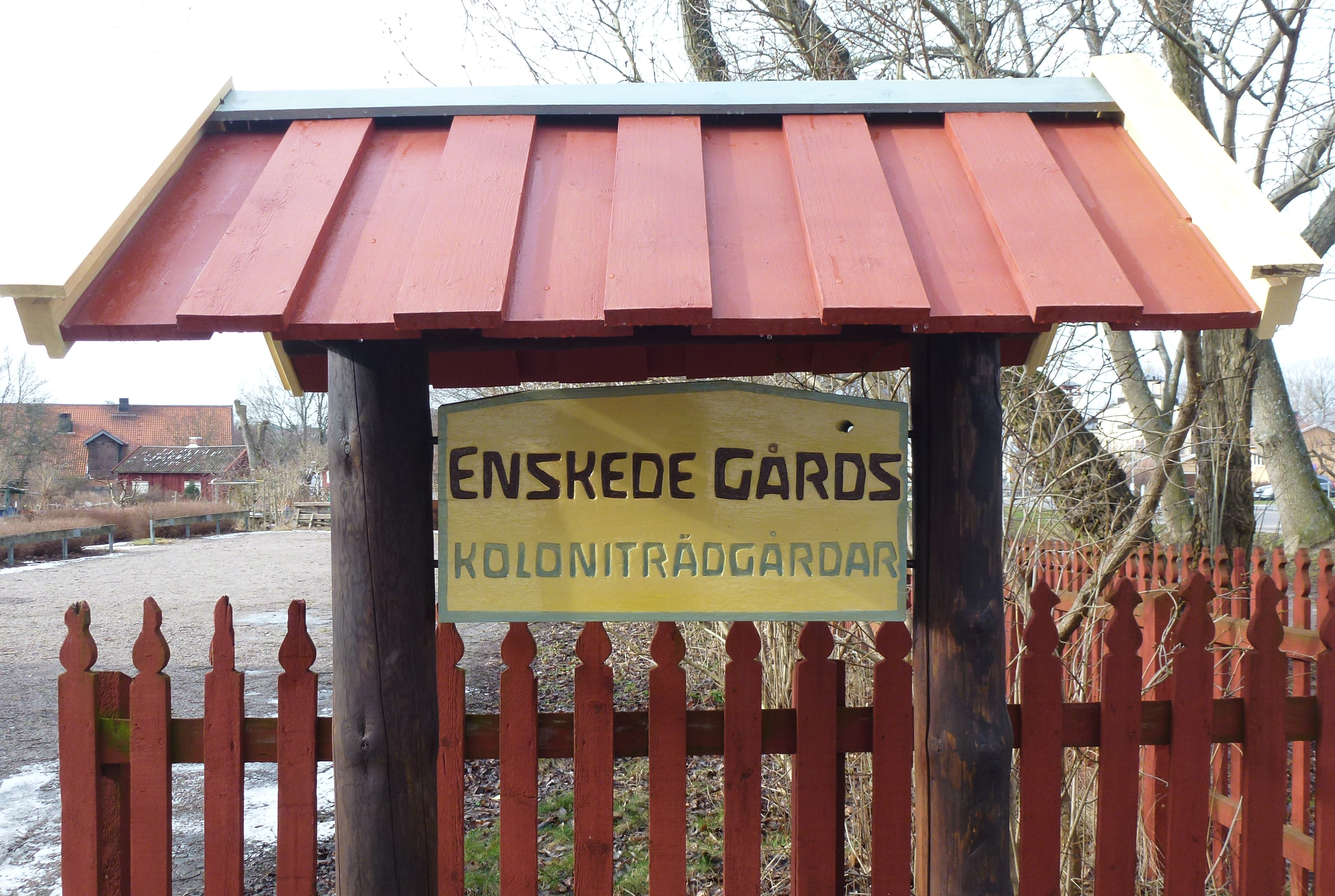
Enskede gårds koloniträdgårdar.
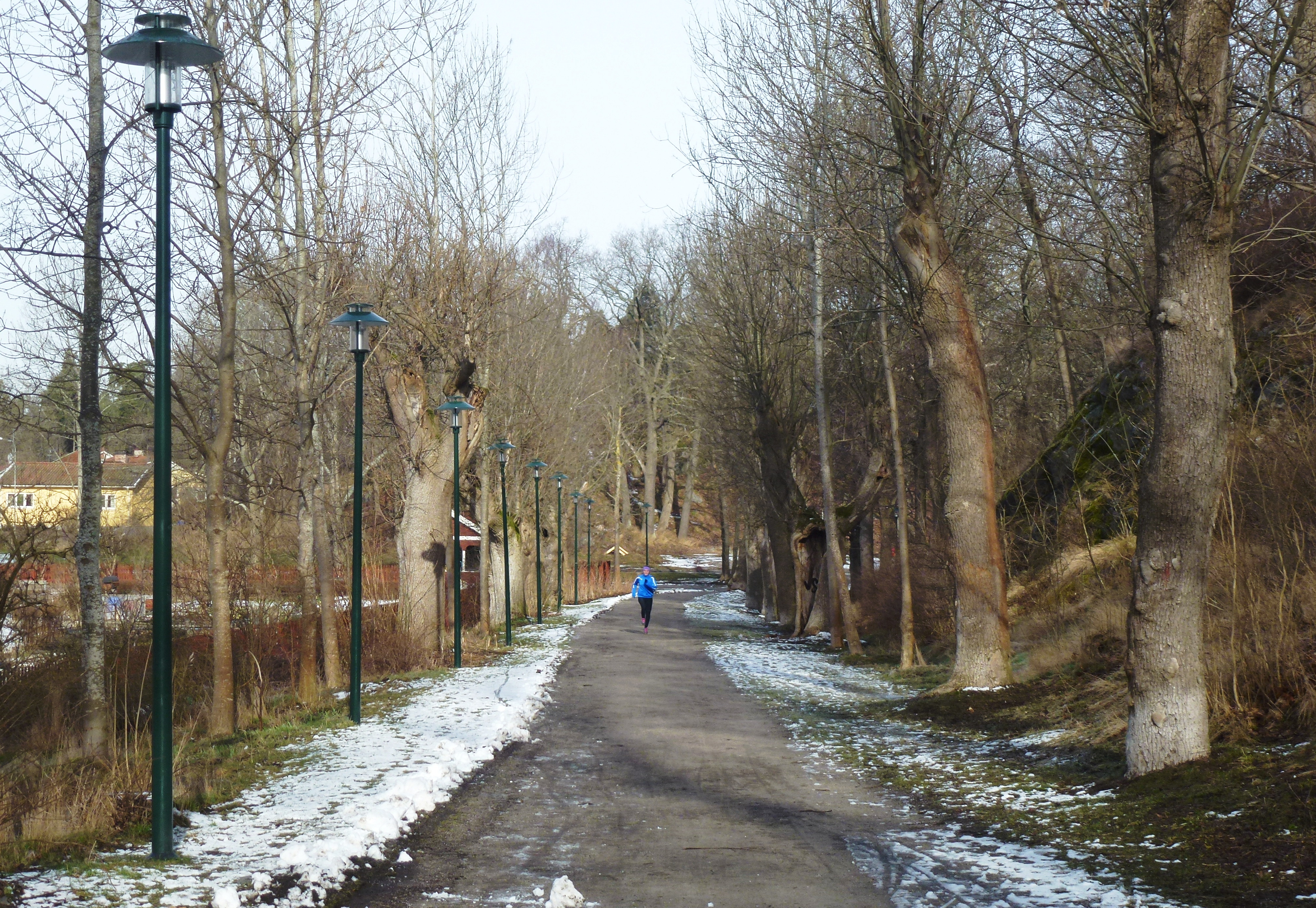
Enskede gårds lindallé.
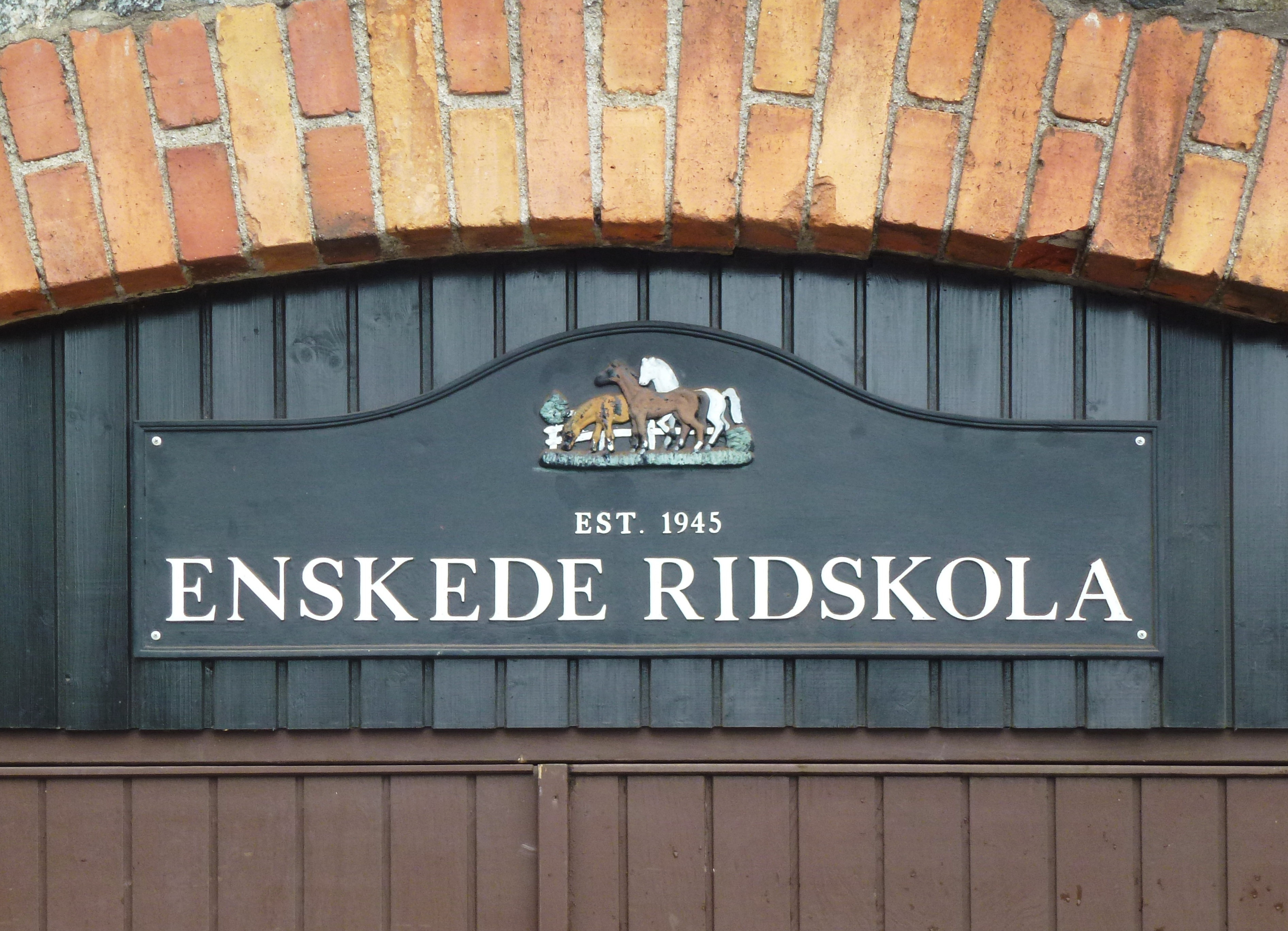
Enskede ridskola, est. 1945
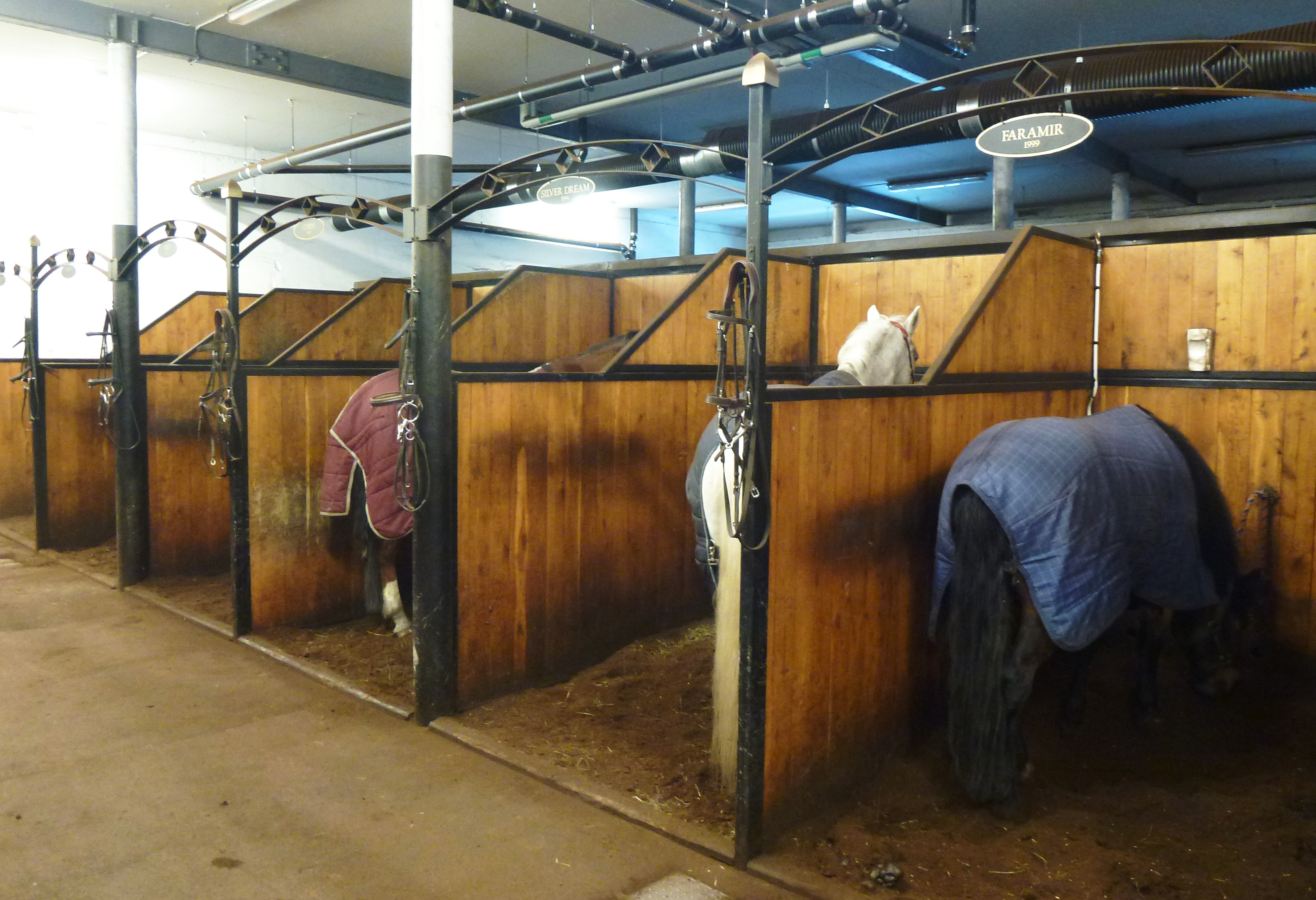
Enskede ridskola, hästboxar.